# Заглембе (футбольный клуб, Сосновец)
«Заглембе» (пол. Zagłębie Sosnowiec) — польский футбольный клуб из города Сосновец, выступающий в Второй лиге.

## История

### Прежние названия
- 1906: КС Миловице (KS Milowice)
- 1908: ТС Унион Сосновец (TS Union Sosnowiec)
- 1914—1917: не выступал
- 1918: ТС Виктория Сосновец (TS Victoria Sosnowiec)
- 1931: ТС Уния Сосновец (TS Unia Sosnowiec)
- 1939—1944: не выступал
- 1945: РКС Сосновец (RKS Sosnowiec)
- 1945: РКУ Сосновец (RKU Sosnowiec)
- 1948: ЗКСМ Уния Сосновец (ZKSM Unia Sosnowiec)
- 1949: ЗКС Сталь Сосновец (ZKS [Zakładowy Klub Sportowy] Stal Sosnowiec)
- 1962: ГКС Заглембе Сосновец (GKS Zagłębie Sosnowiec)
- 1993: Сталь Сосновец (Stal Sosnowiec)
- 1994: МОСиР Сосновец (MOSiR Sosnowiec)
- 1994: СТС Сосновец (STS Sosnowiec)
- 1994: СТС Заглембе Сосновец (STS Zagłębie Sosnowiec)
- 2001: Заглембе Сосновец ССА (Zagłębie Sosnowiec SSA)
- 2004: Заглембе Сосновец СА (Zagłębie Sosnowiec SA)

В 1906 году в Миловице (позднее присоединена к Сосновцу) был организован спортивный клуб, получивший название «КС Миловице». Но клуб не был зарегистрирован, и поэтому в 1908 был перерегистрирован в филиал петербургского клуба «Унион» с названием «Унион Сосновец». После Первой мировой войны, в конце 1918 года клуб возобновил деятельность с новым названием «Виктория Сосновец». В 1931 произошло объединение с другим сосновецким клубом «КС Сосновец» и клуб переименован в «Уния Сосновец». В клубе, кроме футбольной секции, существовали также секции: хоккея на льду, бокса, спортивных игр, конькобежная, велосипедная, мотоциклетная, легкой атлетики, тенниса и туристско-краеведческая.
После Второй мировой войны в 1945 году клуб возобновил деятельность с новым названием «РКС Сосновец», которую вскоре сменил на "РКУ Сосновец. В 1948 решением польских властей многие клубы были расформированы и организованы отраслевые клубы вроде советских команд. Сосновецкий клуб был приписан к металлургической промышленности и переименован в «Уния Сосновец». Год позже получил название «Сталь Сосновец». В 1955 году команда дебютировала в I лиге и сразу получила серебряные медали. В 1958 году попрощалась с ней. В 1960 году вернулся в высшую лигу, а уже через два года с названием «Заглембе Сосновец» завоевала Кубок Польши и дебютировала в европейских турнирах.
В 1986 году клуб снова вылетел из Первой лиги, потом выступал ещё в высшей лиге в 1989—1992 г.г. и в сезоне 2007/08.
В 1993 году клуб сменил название на «Сталь Сосновец», а в следующем году получил современное название «Заглембе Сосновец».

## Достижения
- Серебряный призёр чемпионата Польши (4): 1955, 1964, 1967, 1972
- Бронзовый призёр чемпионата Польши (3): 1962, 1963, 1965
- Обладатель Кубка Польши (4): 1962, 1963, 1977, 1978